# Joey Cheek
William Joseph Cheek, detto Joey (Greensboro, 22 giugno 1979), è un ex pattinatore di velocità su ghiaccio statunitense.

## Palmarès
Olimpiadi
- 3 medaglie:
  - 1 oro (500 m a Torino 2006)
  - 1 argento (1000 m a Torino 2006)
  - 1 bronzo (1000 m a Salt Lake City 2002).

Mondiali - Sprint
- 2 medaglie:
  - 1 oro (Heerenveen 2006)
  - 1 bronzo (Salt Lake City 2005).

Mondiali - Distanza singola
- 2 medaglie:
  - 2 bronzi (1000 m a Berlino 2003, 1500 m a Berlino 2003).